# Аксёнов, Владислав Сергеевич
Владисла́в Серге́евич Аксе́нов (род. 12 августа, 1971, поселок Савинский) — российский модельер, дизайнер, художник и предприниматель.

## Биография
Родился в поселке Савинский Архангельской области 12 августа 1971 года. В 1998 году получил диплом экономиста Санкт-Петербургского института внешнеэкономических связей, экономики и права. В 2002 году окончил Российский государственный педагогический университет имени Герцена по направлению «психология».
В 2005 году завершил обучение в Санкт-Петербургской школе дизайна.
В 2006 году Владислав Аксёнов создал собственную студию молодых художников.
В 2008 году он представил коллекцию мужских юбок на неделе моды DnN St. Petersburg Fashion Week, что вызвало резонанс. В том же году был создан Модный Дом Vladislav Aksenov, где изначально выпускались мужские коллекции одежды. В 2011 году были выпущены коллекции женской одежды «Блеск и нищета куртизанок» и «Lutto».
В течение деятельности Модного Дома Vladislav Aksenov коллекции одежды были представлены на площадках таких недель моды, как «prêt a porte DnN St.Petersburg Fashion Week», «Mersedes-Benz Fashion Week Russia», «Volvo Fashion Week», «Дефиле на Неве», «Санкт-Петербургская Неделя Моды». Также в 2009 году участвовал в показе модной коллекции «Defile.zoo» в Санкт-Петербурге в поддержку отказа от натурального меха в сфере моды. В 2013 году был членом жюри международного конкурса молодых дизайнеров «Адмиралтейская игла—2013» в Санкт-Петербурге, также неоднократно принимал участие в дефиле.
В 2012 году Владислав Аксёнов вошел в двадцатку рейтинга успешных людей города Санкт-Петербург в номинации «Дизайн» по версии журнала Fine Magazine. 29 октября того же года Владислав Аксёнов открыл арт-пространство «Студия-7» в Санкт-Петербурге. В 2017 году был удостоен медали за заслуги в области культуры и искусства города Санкт-Петербург.

## Подиумные коллекции
| Год  | Название коллекции                            |
| ---- | --------------------------------------------- |
| 2008 | «Zero zero one» и «Zero zero two»             |
| 2008 | «Этническое ЗОО-Дефиле»                       |
| 2009 | «Фидель» и «L’homme en ethnique»              |
| 2010 | «Дерзость» и «Black 4 people»                 |
| 2011 | «Блеск и нищета куртизанок» и «Lutto»         |
| 2012 | «Гитэны» и «Justine»                          |
| 2013 | «Короли улиц» и «10 маленьких черных платьев» |
| 2014 | «Все свободны» и «Прекрасная Майя»            |
| 2015 | «Aksenov BLACK»                               |
| 2016 | «Аксёнов в моде конец моде» и «Грязные юбки»  |